# Harold Hull
Harold Milton Hull (Pickering, 16 maggio 1920 – Maryville, 5 maggio 1988) è stato un cestista statunitense, professionista nella NBL.

## Carriera
Giocò per una stagione nella NBL, disputando 12 partite con 1,2 punti di media.